# Rajmahal
Rajmahal (till 1592 Agmahl) är en stad i den indiska delstaten Jharkhand, och tillhör distriktet Sahibganj. Folkmängden uppgick till 22 514 invånare vid folkräkningen 2011.
Staden är belägen på Ganges västra strand och var huvudstad i Bengalen från 1595 till 1608-1609, när Islam Khan flyttade huvudstaden till Jahangirnagar (nuvarande Dhaka i Bangladesh). Det kostbara palatset i staden förstördes i en brand 20 januari 1640. Stadens slutliga förfall inträffade med fursten Mir Jumla från 1660. Ruinerna av den gamla staden är nu täckta av djungel.